# Einheitsfrontlied
Einheitsfrontlied ("Enhetsfrontssång") är en tysk socialistisk visa från 1934 med text av Bertolt Brecht och musik av Hanns Eisler – kompositören av Östtysklands nationalsång Auferstanden aus Ruinen.